# Ferrovia Polch-Münstermaifeld
La ferrovia Polch-Münstermaifeld era una linea ferroviaria tedesca.

## Caratteristiche

### Percorso
| Unknown route-map component "exSTR" |

| Unknown route-map component "exBHF" |

| Unknown route-map component "exABZgr" |

| Unknown route-map component "exBHF" |

| Unknown route-map component "exBHF" |

| Unknown route-map component "exKBHFe" |